# Bušnje
Bušnje je naselje na sjeveru Crne Gore, u općini Pljevlja. Prema popisu iz 2003. godine bilo je 162 stanovnika (prema popisu iz 1991. godine bilo je 186 stanovnika).

## Zemljopis
Naselje ima površinu od 10-ak km2. Okružuju ga naselja Jugovo, Krće, Donja Brvenica, Gornja Brvenica i Gotovuša. Veliku površinu zauzima veliko i plodno Bušnjarsko polje, tj. Bušnjarska nizija.

## Klima
Klima je kontinentalna, s relativno hladnim zimama. Zima u prosjeku traje po 5 mjeseci. Ljeta su topla i sušna. Od 365 u godini 100 dana je u prosjeku sunčano.